# Selezione maschile di football americano del Perù
La selezione di football americano del Perù è la selezione maggiore maschile di football americano della LPFA (Precedentemente dalla LNFA).
Non rappresenta il Perù in nessuna competizione ufficiale organizzata della federazione internazionale IFAF o americana IFAF Americas. In queste competizioni il Perù viene rappresentato dalla Nazionale di football americano del Perù selezionata dalla LIFA.

## Dettaglio stagioni

### Amichevoli
| Stagione | Vin | Par | Per | Tot | PF | PS  | avversaria |
| -------- | --- | --- | --- | --- | -- | --- | ---------- |
| 2017     | 0   | 0   | 1   | 1   | 0  | 65  | LRF        |
| 2019     | 0   | 0   | 1   | 1   | 6  | 53  | Colombia   |
| Totale   | 0   | 0   | 2   | 2   | 6  | 118 |            |

### Riepilogo partite disputate
| Anno              | Luogo      | Evento     | Fase del torneo | Incontro | Risultato |
| 16 settembre 2017 | Bellavista | Amichevole |                 | [[File:Template:Naz/PER selezione\|class=noviewer\|Template:Naz/PER selezione (bandiera)\|20x16px]] [[Selezione di football americano Template:Naz/PER selezione\|Template:Naz/PER selezione]] (LNFA) - LRF      | 0 - 65    |
| 8 settembre 2019  | Lima       | Amichevole |                 | [[File:Template:Naz/PER selezione\|class=noviewer\|Template:Naz/PER selezione (bandiera)\|20x16px]] [[Selezione di football americano Template:Naz/PER selezione\|Template:Naz/PER selezione]] (LPFA) - Colombia | 6 - 53    |

## Confronti con le altre Nazionali
Questi sono i saldi del Perù nei confronti delle Nazionali incontrate.

### Saldo negativo
| Nazionale | Giocate | Vinte | Pareggiate | Perse | PF | PS | Ultima vittoria | Ultimo pari | Ultima sconfitta |
| --------- | ------- | ----- | ---------- | ----- | -- | -- | --------------- | ----------- | ---------------- |
| Colombia  | 1       | 0     | 0          | 1     | 6  | 53 | -               | -           | 2019             |